# Oliver Douillard
Oliver Douillard es un deportista francés que compitió en vela en la clase Tornado. Ganó una medalla de bronce en el Campeonato Europeo de Tornado de 1996.

## Palmarés internacional
| \| Campeonato Europeo \| Campeonato Europeo \| Campeonato Europeo \| Campeonato Europeo \| \| Año \| Lugar \| Medalla \| Clase \| \| ------------------ \| ------------------ \| ------------------ \| ------------------ \| \| 1996 \| Attersee (Austria) \| Medalla de bronce \| Tornado \| |                    |                   |         |
| Campeonato Europeo |                    |                   |         |
| Año | Lugar              | Medalla           | Clase   |
| 1996 | Attersee (Austria) | Medalla de bronce | Tornado |